# Timex Sinclair 2000
Timex Sinclair 2000 je prototypový počítač celé řady počítačů Timex Sinclair 2000. V této řadě existovaly čtyři prototypové počítače: TS2016, TS2048, TS2068, TS2072. Jako samostatný produkt ale nikdy nebyl vyráběn. Označení Timex Sinclar 2000 je používáno pro označení jakéhoholiv počítače z řady Timex Sinclair 2000 (takto je toto označení používáno např. v manuálu k počítači Timex Sinclair 2068). Původně se mělo jednat o původní počítač Sinclair ZX Spectrum v jiném obalu pro Severoamerický trh. Mělo se jednat o model s 16 KiB paměti RAM. Obal počítače byl použit pro později vyráběný počítač Timex Sinclair 1500.
Prototyp Timex Sinclair 2000 byl ukázán na setkání uživatelů počítačů Timex v roce 1982. Předčasné představení modelu Timex Sinclair 2000 je pokládáno za příčinu malého úspěchu počítače Timex Sinclair 1000.
O počítači Timex Sinclair 2000 měla být napsána kniha Inside Your TS 2000.